# Gmina Bradford (Iowa)

Położenie Gminy Bradford w hrabstwie Chickasaw

Gmina Bradford (ang. Bradford Township) – gmina w USA, w stanie Iowa, w hrabstwie Chickasaw. Według danych z 2000 roku gmina miała 2140 mieszkańców, a jej powierzchnia wynosi 93,29 km².